# Zara Doluchanova
Zara Doluchanova či Zara Doluchanjanová (rodným jménem Zara Makarjanová, arménsky: Զարուհի Դոլուխանյան; 15. března 1918 Moskva – 4. prosince 2007 Moskva) byla sovětská a arménská operní pěvkyně, koloraturní mezzosopranistka. Ačkoli je považována za jednu z nejuznávanějších operních pěvkyň sovětské éry, na skutečné operní scéně se objevila relativně málo a její sláva spočívá především v rozsáhlé práci pro rozhlas, televizi a vystoupeních na koncertním jevišti. V roce 1966 jí byla udělena Leninova cena. V roce 1990 byla jmenována národní umělkyní SSSR. Roku 2003 jí bylo uděleno ruské vyznamenání Řád Za zásluhy o vlast.

## Život
Narodila se v Moskvě rodičům arménského a kurdského původu. Její matka, Elena Makarjanová, byla také profesionální zpěvačka a její otec, Aghasi Makarjan, byl profesionální flétnista, klarinetista a trumpetista. Nejprve studovala hru na klavír, poté na housle, ale nakonec se v 16 letech rozhodla pro zpěv. Studovala na Gnesinově hudební koleji v Moskvě. Operně debutovala v roce 1938 v Jerevanském operním divadle jako Siebel v Gounodově Faustovi. Zůstala členkou této společnosti další tři roky a zpívala hlavně menší role. Krátce poté, co opustila Jerevanské operní divadlo, se provdala za skladatele Alexandra Doluchanjana a od této chvíle používala vyvdané příjmení. Pokračovala ve vystupování v menších operních domech v Arménii, dokud se s manželem v roce 1944 nepřestěhovala do Moskvy, kdy byla angažována jako sólistka Všesvazového rozhlasového symfonického orchestru SSSR. Během následujících dvou desetiletí s tímto orchestrem často vystupovala, včetně světové premiéry opery Sergeje Prokofjeva Na stráži míru. V roce 1959 se stala přední sólistkou Moskevské filharmonie a v 60. letech s orchestrem často vystupovala. Po roce 1963 začala hrát sopránové role, včetně titulních rolí ve filmových operních zpracováních Norma, Aida a Tosca. Účinkovala také v ruských premiérách Pucciniho Sestry Angeliky a Straussových Čtyř posledních písní, stejně jako ve světové premiéře Šostakovičova písňového cyklu Z židovské lidové poezie. V roce 1959 debutovala v Carnegie Hall v New Yorku. Během své kariéry koncertovala také ve Spojeném království, Skandinávii, v Japonsku, na Novém Zélandu a projela se svým vystoupením též Latinskou Ameriku. V roce 1963 se svým písňovým recitálem vystoupila na Pražském jaru. V roce 1970 ukončila pěveckou kariéru a začala učit na Gnesinově koleji. Působila zde více než dvacet pět let. Mezi její žáky patřila mezzosopranistka Olga Borodina. 